# Normal mapping

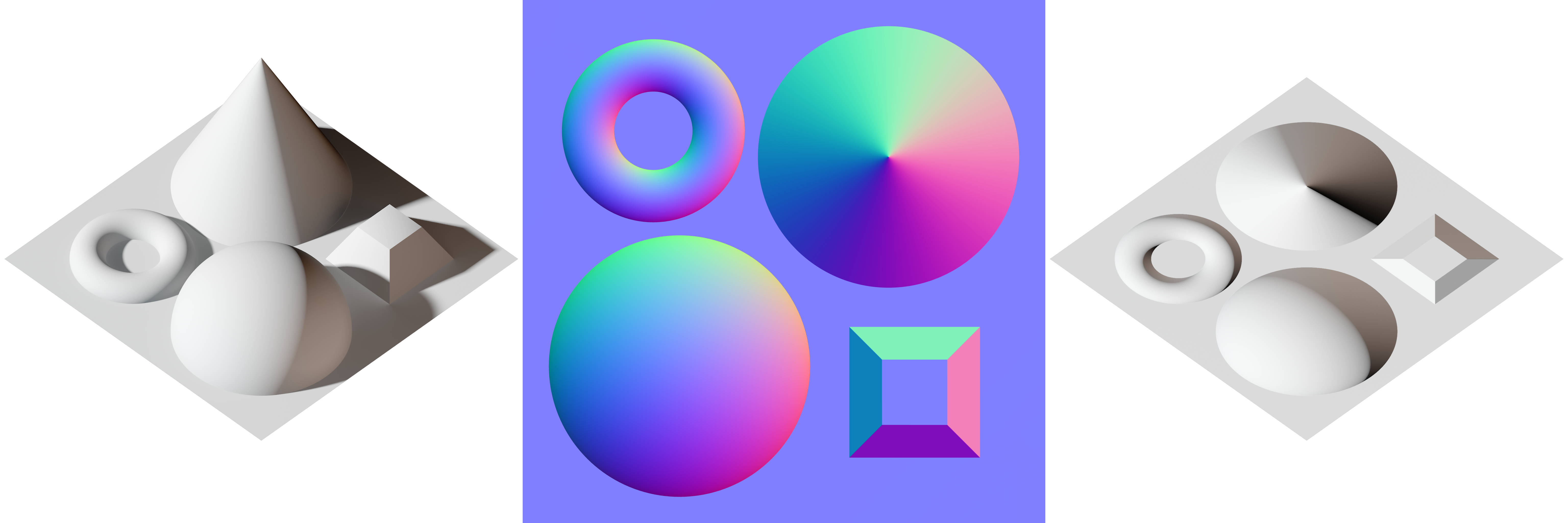
Escena tridimensional (esquerra). Exemple d'un normal mapping (centre), calculat a partir de l'escena tridimensional. Resultat quan s'aplica a una superfície plana (dreta).

Comportament de l'escena tridimensional (esquerra) i del normal mapping (dreta) davant del moviment i el canvi de posició de la il·luminació.

El normal mapping és una tècnica infogràfica que permet simular detalls addicionals damunt dels models 3D. Per aquest propòsit s'empren textures amb colors que proporcionen gran quantitat de detalls a la superfície. La informació RGB: correspon directament amb els eixos X, Y i Z a l'espai 3D; indica al renderitzador com s'orienta la superfície de cada polígon amb les direccions de les normals. Permeten definir les característiques del material per a cada polígon, d'aquesta manera no s'afegeix malla a l'objecte. Essent molt útil per a motors de joc a temps real o en animacions on la potència de processament o el temps de renderitzat poden ser factors limitants.